# Svalbard (grup musical)
Svalbard és grup anglès de post-hardcore, format a Bristol el 2011. El seu estil musical integra influències del post-rock, blackgaze, hardcore punk i post-metal.

## Trajectòria
El primer llançament de Svalbard va ser un EP homònim publicat el 2012. Va ser reeditat el 2013 després de ser remesclat i remasteritzat per Patrick W. Engel, qui també va masteritzar dos EP més que la banda va publicar aquell any, Gone Tomorrow i Flightless Birds. L'àlbum d'estudi de debut del grup, One Day All This Will End, va ser gravat i mesclat per Lewis Johns i publicat el 2015 a través de Holy Roar Records. Es van realitzar videoclips de les cançons «Disparity» i «Expect Equal Respect», aquest últim en defensa de l'acceptació de les dones dins de l'escena de la música extrema sense ser tractades com a anomalies.
El 2016, Holy Roar Records va publicar Discography 2012–2014, un àlbum recopilatori de les 15 cançons que Svalbard havia gravat abans del seu àlbum de debut, remasteritzat per Brad Boatright. El 2018 es va publicar el seu segon àlbum d'estudi It's Hard to Have Hope. Després de signar amb Church Road Records, el 2020 Svalbard va publicar el seu tercer àlbum d'estudi, When I Die, Will I Get Better?. La revista musical Metal Hammer el va considerar com el 5è millor àlbum de metal de l'any.

## Membres
- Serena Cherry – guitarra i veu
- Mark Lilley - bateria
- Matt Francis - baix
- Liam Phelan - guitarra i veu

## Discografia
Àlbums d'estudi
- One Day All This Will End (2015)[5]
- It's Hard to Have Hope (2018)
- When I Die, Will I Get Better? (2020)

Àlbums recopilatoris
- Discography 2012–2014 (2016)

EP
- Svalbard (2012)
- Gone Tomorrow (2013)
- Flightless Birds (2013)

Compartits
- Cover Buzz (amb Pariso, Let It Die i Mine, 2013)
- París / Svalbard (2014)
- Svalbard / The Tidal Sleep (2017)